# The Watermelon Woman
The Watermelon Woman ist eine US-amerikanische Dramedy aus dem Jahr 1996. Sie handelt von der Nachwuchsregisseurin Cheryl Dunye, die sich einen alten Film ansieht, dessen afroamerikanische Hauptdarstellerin im Abspann nicht namentlich erwähnt wird. Daraufhin will die Filmemacherin mehr über die Frau herausfinden und ihre Recherchen zu einem Dokumentarfilm verarbeiten. Nicht nur bei diesen, sondern auch in ihrem Privatleben wird sie dabei mit Stereotypen über afroamerikanische Personen konfrontiert.
Der Film feierte seine Premiere 1996 auf der Berlinale und war danach auch bei einigen anderen Filmfestivals sowie im März 1997 in den US-amerikanischen Kinos zu sehen. 2016 war der Film Teil einer Teddy-Retrospektive bei der Berlinale und wurde nach einer digitalen Restaurierung erneut in den Vereinigten Staaten für einige Zeit im Kino sowie auf dem San Francisco International Film Festival gezeigt. In der Gegenwart gilt The Watermelon Woman als wichtiger Bestandteil sowohl des New Queer Cinema als auch des afroamerikanischen Films.

## Handlung
Die junge afroamerikanische Lesbe und aufstrebende Filmemacherin Cheryl arbeitet zusammen mit ihrer ebenfalls lesbischen Freundin Tamara als Verkäuferin in einer Videothek in Philadelphia. Sie verdienen sich etwas dazu, indem sie für Andere private Kurzfilme drehen. Cheryl recherchiert in ihrer Freizeit oft über Filme aus den 1930er und 1940er Jahren, in denen Afroamerikanerinnen, die im Abspann meistens nicht namentlich erwähnt werden, Hauptrollen verkörpern. Als sich Cheryl Plantation Memories ansieht, ist sie von der Leistung der afroamerikanischen Hauptdarstellerin beeindruckt, die in ihrer eigentlich wenig anspruchsvollen Rolle als Haushälterin der weißen Protagonistin mit voller Leidenschaft spielt. Sie wird lediglich als The Watermelon Woman bezeichnet, eine Anspielung auf einen bekannten, afroamerikanischen Personen geltenden Stereotyp. Cheryl beschließt daraufhin, einen Dokumentarfilm über die Frau zu drehen und mehr über ihr Leben herauszufinden. In ihrem eigenen Alltag ignoriert Cheryl Tamaras Versuche, sie mit ihrer Bekannten Yvette zusammenzubringen. Dafür flirtet in der Videothek die weiße Kundin Diana mit Cheryl, was diese zu Tamaras Ärger erwidert.
Cheryl interviewt mehrere Personen auf der Suche nach Informationen zur Watermelon Woman, die ihr aber nicht helfen können. Ihre Mutter Irene kennt zwar den Namen nicht, erkennt die Frau jedoch auf einem Foto wieder, weil sie früher in örtlichen Clubs als Sängerin auftrat. Von Tamaras Mutter erhält Cheryl den Ratschlag, Lee Edwards zu kontaktieren, der sich beruflich mit afroamerikanischer Filmkultur beschäftigt. Bei ihrem Besuch erklärt er Cheryl und Tamara Hintergründe zur afroamerikanischen Szene im Philadelphia der 1930er und 1940er Jahre. Er erläutert auch, dass Afroamerikanerinnen damals praktisch nur Schauspiel-Angebote als Hausangestellte bekamen, dieser Rollentyp wird als Mammy bezeichnet.
Danach trifft sich Cheryl mit Shirley, einer lesbischen Freundin ihrer Mutter. Sie erzählt ihr, dass die Frau Fae Richards hieß, homosexuell war und in von Butches frequentierten Clubs sang. Zudem lebte sie in einer Beziehung mit Martha Page, der weißen Regisseurin von Plantation Memories. Kurz darauf werden Cheryl und Tamara bei der Arbeit erwischt, als sie unter Dianas Namen Fae-Richards-Produktionen bestellen. Diana nimmt die VHS-Bänder an sich und sagt den beiden, dass sie sich die Videos bei ihr zu Hause abholen sollen. Als Cheryl sie nach der Arbeit besucht, bleibt sie auf Dianas Einladung hin zum Abendessen, während sie sich gemeinsam einige der ausgeliehenen Filme ansehen, erzählt Cheryl von ihrem Projekt, wobei es zu Sex zwischen den beiden kommt. Obwohl Diana eigentlich nicht zu dem Typ Frau gehört, mit denen Cheryl sonst zusammen ist, beschließt sie, mit ihr eine Beziehung zu führen.
Für ihre weiteren Recherchen begibt sich Cheryl zu der Kunst- und Kulturhistorikerin Camille Paglia. Diese behauptet, dass die Wassermelonen- und Mammy-Stereotype sehr positiv seien und Afroamerikanerinnen aufbauten, sie würden aufgrund ihrer gottgleichen Darstellung an gesellschaftlicher Anerkennung gewinnen, ähnlich wie die italoamerikanische Bevölkerung. Cheryl ist von Paglias Ausführungen allerdings wenig beeindruckt, weswegen sie stattdessen zum Center for Lesbian Information and Technology (kurz CLIT) geht, einer Organisation, die sich mit lesbischer Geschichte beschäftigt und zu diesem Zweck ein entsprechendes Archiv führt. Dort findet sie alte Fotografien von Fae Richards, eines der Fotos stammt dabei von einer gewissen June Walker. Mit Dianas Hilfe macht Cheryl Martha Pages Schwester ausfindig, die deren Homosexualität abstreitet. Währenddessen wird Cheryls und Dianas Beziehung immer intimer, weswegen Tamara offen zugibt, dass sie Diana nicht leiden kann und die Verbindung nicht billigt. Sie wirft Cheryl vor, weiß sein zu wollen, während Tamara einen Fetisch für Afroamerikanerinnen habe.
Cheryl gelingt es schließlich, June Walker per Telefon zu kontaktieren. Sie war 20 Jahre lang Faes Partnerin und bietet Cheryl ein persönliches Treffen an. Vorher wird June allerdings ins Krankenhaus eingeliefert, die Cheryl stattdessen einen Brief schickt. Sie behauptet darin, immer noch wütend auf Martha Page zu sein, die mit Faes Leben nichts zu tun habe. Sie bittet Cheryl inständig, ihre Geschichte zu erzählen. Danach kommt es zwischen Cheryl und Tamara zum Zerwürfnis, auch ihre Beziehung zu Diana scheitert, als sie herausfindet, dass Diana vorher nur Beziehungen zu afroamerikanischen Männern hatte, weil sie sich zudem einen Pornofilm mit afroamerikanischer Besetzung ausgeliehen hat, weiß Cheryl nun, dass ihre Freundin sie tatsächlich als Fetisch-Objekt betrachtet, worauf sich die beiden trennen. 
Obwohl Cheryl keinen Kontakt mehr zu June herstellen kann, beendet sie ihr Filmprojekt über Fae Richards, die mit vollem Namen Faith Richardson hieß. Nachdem 1922 ihre Karriere durch einen Radiospot für Natron begonnen hatte, spielte sie in den 1930er Jahren in mehreren Filmen stereotype Rollen. Weil sie dies irgendwann leid war, trennte sie sich von Martha Page und wechselte zu einem anderen Filmstudio, in dessen Produktionen sie Protagonistinnen spielen konnte, diese waren allerdings nicht erfolgreich, weswegen sie stattdessen als Club-Sängerin in Philadelphia in Erscheinung trat. Schließlich zog sie, die letztendlich nie den großen Durchbruch schaffte, sich 1957 vollständig aus dem Unterhaltungsgeschäft zurück und verbrachte ihr restliches Leben glücklich mit June Walker. Am Ende des Films erläutert Cheryl Dunye durch einen eingeblendeten Text, dass man sich die Geschichte manchmal selbst schreiben müsse, Fae Richards und ihre Filme hätten nie wirklich existiert.

## Produktion
Nachdem Cheryl Dunye zunächst Politikwissenschaften an der Michigan State University studierte, wechselte sie Anfang der 1990er Jahre auf die Temple University ihrer Heimatstadt Philadelphia, auf der sie ein Filmstudium beging. 1993 recherchierte sie für einen Kurs über afroamerikanische Filmgeschichte, wobei sie sich auf queere Schauspielerinnen fokussierte. Als sie feststellte, dass in vielen älteren Produktionen afroamerikanische Darstellerinnen im Abspann nicht aufgeführt waren, beschloss Dunye, genauer über das Thema zu recherchieren. Allerdings fanden lesbische Darstellerinnen in Quellen über afroamerikanische Filmgeschichte keinerlei beziehungsweise negative Erwähnung, in Werken über queere Darstellerinnen, unter anderem von Vito Russo, fehlten hingegen Informationen zu Afroamerikanerinnen. Dunye beschloss, diese Tatsachen in einem Spielfilm über frühe, queere, afroamerikanische Schauspielerinnen zu verarbeiten. Der Titel des Films ist eine Anspielung auf die Produktion Watermelon Man aus dem Jahr 1970, in der es um einen rassistischen Autoverkäufer geht, der eines Tages als afroamerikanischer Mann aufwacht. Zudem sei Dunye bei ihrer Arbeit von den Filmen Norman... Is That You? über einen Mann, der sich mit dem Lebenspartner seines Sohns anfreundet, sowie Swoon über Leopold und Loeb inspiriert worden.
Das Budget für The Watermelon Woman betrug 300.000 Dollar, wobei 31.500 Dollar vom National Endowment for the Arts (kurz NEA) stammen, einer unabhängigen Behörde in den Vereinigten Staaten, die Kunstprojekte stiftet, zudem erhielt Dunye auch aus ihrem Freundeskreis Geld für das Projekt. Das Fae Richards Archive, das das Leben der Titelfigur mit fiktiven Fotografien dokumentierte, wurde von der New Yorker Fotografin Zoe Leonard aufgebaut. Es bestand aus einer Foto-Sammlung, von denen einige für die Finanzierung des Films für je 50 Dollar verkauft wurden. Die übrigen Fotos waren in späteren Jahren Teil von Kunstausstellungen.
Für weitere Recherchen zu frühen, homosexuellen, afroamerikanischen Schauspielerinnen begab sich Dunye zu den Lesbian Herstory Archives sowie der Library of Congress. Allerdings hatten beide Einrichtungen keine Informationen zu diesem Thema, Dunyes Budget reichte zudem nicht für kostspieligere Nachforschungen aus. Aus diesem Grund beauftragte sie Leonard mit der Erstellung der Fotografien. Dafür verfügte die Library of Congress über Filmaufnahmen aus den 1930er Jahren mit afroamerikanischen Protagonistinnen. Allerdings hatte das Produktionsteam auch auf diese keinen Zugriff, weil dafür eine Lizenzierung notwendig gewesen wäre, für die nicht genug Geld vorhanden war. Deswegen stellte Dunye diese kurzen Ausschnitte zusammen mit der Theaterautorin Ira Jeffries selbst nach.
Im Film verkörpert sich Dunye selbst. Sie wird als Nachwuchs-Filmemacherin dargestellt, die einen Dokumentarfilm über die Geschichte afroamerikanischer Lesben in der Filmgeschichte drehen will, da deren Geschichten erzählt werden müssten. In der Produktion wird auch Dunyes reale Schwierigkeit, Archive zu finden, die dieses Thema detailliert behandeln, aufgegriffen. Die Titelfigur, eine Schauspielerin mit dem Namen Fae Richards, ist dabei allerdings fiktiv. Im Film sind zudem einige queere Personen zu sehen, die eigentlich nicht für Schauspielkünste bekannt sind. So erklärt Camille Paglia in einer parodistischen Version ihrer selbst, warum sie Stereotype über Afroamerikaner positiv betrachtet, Sarah Schulman spielt eine Archivarin der fiktiven Lesben-Organisation Center for Lesbian Information and Technology, die auf den Lesbian Herstory Archives basiert.

## Veröffentlichung
Nach seiner Uraufführung auf der Berlinale 1996 war der Film auch auf anderen Festivals zu sehen, unter anderem dem Outfest, der Feminale – FrauenFilmFest in Köln und dem Frameline Filmfestival. In den Vereinigten Staaten kam er Anfang 1997 in die Kinos und lief im August 1998 auf SundanceTV.
2016 wurde der Film in der Sektion Panorama erneut auf der Berlinale aufgeführt. Zum 20. Jubiläum der Produktion 2016 wurde eine digital restaurierte Version im Mai auf dem San Francisco International Film Festival veröffentlicht, die ab dem 11. November für eine Woche im New Yorker Kino Metrograph zu sehen war. Zudem nahm das Museum of Modern Art The Watermelon Woman in der restaurierten Fassung in seiner Filmsammlung auf.

## Rezeption
In der Internet Movie Database erhielt der Film eine Bewertung von 7,1 von zehn Sternen basierend auf 1.980 abgegebenen Stimmen. Auf Rotten Tomatoes beträgt der Kritiker-Wert 100 Prozent basierend auf 20 Kritiken, die Zuschauer-Wertung 54 Prozent basierend auf mehr als 500 Stimmen. Bei Metacritic ergibt sich eine Kritiker-Bewertung von 74 von 100 basierend auf 11 Kritiken.

### Kritiken nach der Veröffentlichung
Jonathan Rosenbaum bezeichnete den Film in der Chicago Reader als fröhlich und leichtgewichtig. Er sei lustig, besäße einen gelassenen Charme und feinfühlige Liebesszenen. Für Achy Obejas in der Chicago Tribune sei der Film mutig, allerdings nicht das Meisterwerk, als das er in der Presse häufig beschrieben werde. Durch Dunye werde er zwar lustig und einfallsreich, allerdings habe sie wegen ihrer fehlenden Erfahrung gute Ansätze, die nicht voll ausgeschöpft würden. Das beste am Film sei das clevere Spiel mit Stereotypen, das schlechteste der Mangel an emotionaler Reichweite. Nichtsdestotrotz sei The Watermelon Woman für einen Erstlingsfilm durchaus intelligent und anspruchsvoll. Ruthe Stein von der San Francisco Chronicle befand, dass Dunyes Entscheidung, sich selbst zu spielen, ein Hochseilakt sei und leicht hätte arrogant wirken können. Allerdings mache sie ihre sympathische Persönlichkeit stattdessen zur interessanten Figur. Der Film behandle zwar mehrere ernste Themen, nehme sich dabei aber nie zu ernst, auch die vermeintlich realen Aufnahmen der Titelfigur seien kunstvoll und einfallsreich präsentiert. Stephen Holden lobte die Produktion in der The New York Times, weil sie die Balance zwischen ernsthaften intellektuellen Diskussionen und reiner Parodie finde. Er äußerte sich auch positiv über mehrere humorvolle Szenen, die spielerische Abschweifungen darstellten, das Publikum werde zudem subtil zur Botschaft über die Unsichtbarkeit von Randgruppen in der Kulturgeschichte geführt.

### Kritik an der Finanzierung durch das National Endowment for the Arts
Am 3. März 1996 lobte Jeannine DeLombard in ihrer Kritik für die Philadelphia City Paper, einer Lokalzeitung, die ungefähr eineinhalbminütige Liebessequenz im Film als „heißeste Lesbenszene in der Filmgeschichte“. Julia Duin, die Chefredakteurin der Religions-Rubrik in der The Washington Post, griff diese Rezension in einem Artikel auf und kritisierte die Entscheidung des National Endowment for the Arts, einen Film mit einer derartigen Szene zu finanzieren.
Pete Hoekstra, Mitglied im US-amerikanischen Repräsentantenhaus, der zudem einem für Bildung zuständigen Unterkomitee im Repräsentantenhaus vorstand, schrieb daraufhin einen Brief an die Schauspielerin Jane Alexander, damalige Präsidentin des NEA. Er behauptete, dass The Watermelon Woman eine von mehreren LGBT-Produktionen sei, die die Finanzierung von „anstößigen und möglicherweise pornografischen“ Filmen durch Steuergelder belege. Ein Sprecher des Politikers erklärte in einer Stellungnahme, dass Hoekstra kein Problem mit Filmen über Homosexualität allgemein, sondern nur denen mit freizügigen Sexszenen habe. Hoekstra stellte zudem einen Antrag im Kongress, wonach das NEA das Geld, mit dem es The Watermelon Woman und weitere Produktionen finanziert hatte, an den Staat zurückzahlen sollte, was aber abgelehnt wurde. Aufgrund dieser Kritik beschloss das NEA, Gelder nicht mehr Künstlervereinigungen zu geben, die diese unter Kollegen verteilten, sondern nur noch bestimmte, vorab überprüfte Projekte direkt zu finanzieren.

### Spätere Rezeption
In der Gegenwart wird The Watermelon Woman als wichtiger Teil sowohl des New Queer Cinema als auch des afroamerikanischen Kinos betrachtet. Chrystel Oloukoï beschrieb den Film für das British Film Institute als verwirrend einfallsreichen Meilenstein des New Queer Cinema, es gäbe nur wenige derart subversive Filme. Die Produktionen dieses Genre seien von Exzess, Respektlosigkeit und Zynismus geprägt gewesen, vor allem ginge es aber um die Verwandlung heterosexueller Strukturen im Kino. Dunye missachte die normale Filmform völlig, mache sich über Traditionen und Autoritäten lustig und strukturiere erzählerische Konventionen um. In modernen queeren Produktionen mit afroamerikanischen Figuren fehle diese Art von Rebellion, die nicht nur politisch provoziere, sondern auch durch die Ablehnung von Transparenz eine eigene Filmsprache erfinde. Ähnlich äußerte sich Moira Donegan in der The New Republic. Die heftige Reaktion auf die Liebesszene, die nach heutigen Standards bezaubernd bieder sei, veranschauliche die Einzigartigkeit des Films, der ein entlarvendes Meisterwerk darstelle. Die gezeigten Figuren seien in dreifacher Hinsicht Ungerechtigkeiten ausgesetzt, weil es sich bei ihnen um afroamerikanische, homosexuelle Frauen handelt. The Watermelon Woman sei ein Monument Dunyes eigener Liebe zum afroamerikanischen Film, aber auch eine Analyse der Entdeckung von Lebensgeschichten marginalisierter Personen, deren Biografien wegen ihrer fehlenden Möglichkeiten oder gesellschaftlichen Tabus bislang unbekannt blieben.
Laut Sophie Charlotte Rieger von der Filmlöwin werde die Nicht-Existenz der angeblich realen Fae Richards zunächst subtil, aber schließlich durch immer absurdere Szenen deutlich. Allerdings entlarve diese unterhaltsame, humorvolle Lächerlichkeit auch den Missstand fehlender Regisseurinnen in der Filmbranche. Durch den kreativen Humor realisiere das Publikum die Diskriminierung insbesondere queerer afroamerikanischer Frauen. Zudem werde der Film durch Dunyes Forderung nach der im modernen Feminismus zentralen Intersektionalität sowohl in der Rahmen- als auch der Binnenhandlung äußerst emanzipatorisch wertvoll. Karin Laub bezeichnete die Produktion im Filmdienst als weitreichende kulturelle Bestandsaufnahme sowie humorvolle und intelligente Hommage an das Black Cinema. Dunye treibe nicht nur Späße mit der lesbischen Gemeinschaft, sondern auch einem Teil schwarzer Filmgeschichte.
Serena Donadoni lobte den Film für The Village Voice als intelligente Produktion mit bissigem Humor sowie scharfsinnigen Beobachtungen über Identität und Geschichte. Dunye wechsle gut zwischen dem losen, spontanen Eindruck der Recherchen ihrer Hauptfigur und dem sorgfältigen Aufbau der fiktiven Biografie der Titelfigur, was die Produktion geist- und aufschlussreich werden lasse. Jordan Moreau beschrieb die Produktion in der Variety als Low-Budget-Vergnügen. Der Film sei entschlossen und zugänglich, zudem wirke er aufrichtig und bodenständig, als wäre die Hauptfigur eine enge Freundin des Publikums, die ihre Amateurfilme präsentiert.

## Auszeichnungen
Internationale Filmfestspiele Berlin 1996
- Auszeichnung: Teddy Award für den Besten Spielfilm

Outfest 1996
- Auszeichnung: Publikumspreis für den Besten Spielfilm

National Film Registry: 
- Aufnahme 2021